# Павел Павел
Па́вел Па́вел (чеськ. Pavel Pavel; *11 березня 1957, Страконице, ЧСР) — чеський інженер, науковець, мандрівник і дослідник острова Пасхи.

## Життєпис
Закінчив вищі студії в Західночеському університеті в Плзні, електротехнічний факультет.
Павел (Павло) Павел став відомим завдяки його науковому відкриттю — йому вдалося розгадати спосіб, у який тубільці острова Пасхи переміщали свої мегалітичні статуї «моаї». У 1986 році він, разом із відомим норвезьким дослідником Туром Геєрдалом провів натурний експеримент на острові, що довів висунуту ним гіпотезу.
За здогадкою Павла Павела, статуї пересували стоячи, розхитуючи й кантуючи з ноги на ногу. У такий спосіб було можна, використовуючи мінімальне число людей, перемістити дуже громіздкі предмети. У себе вдома, у південночеському містечку Страконицях він виготовив 12-тонний макет статуї, й з успіхом здійснив перше випробовування з його пересування. По тому його запросив взяти участь у своїй експедиції на острів Пасхи Тур Геєрдал. І цей експеримент повторили на місці, вже з натуральною брилою заввишки 6,5 метрів і завважки 10 тонн. В результаті зусиллями лише 17 тубільців статуя почала «крокувати».
Після смерті Тура Геєрдала Павел Павел організував самотужки декілька мандрівок на острів Пасхи, продовжуючи справу відомого норвезького дослідника з вивчення й опису рапануйської мегалітичної культури. Використовував свої навички для моделювання — зокрема, прийшов до висновку, що для транспортування 800-тонних каменів в Баальбек, навіть з використанням примітивної технології, була потрібна праця 158 осіб.
Після «оксамитової революції» 1989 р. намагався займатися політичною діяльністю у складі Громадянської демократичної партії. Двічі виставляв свою кандидатуру на виборах у Сенат Чеської Республіки, але обидва рази зазнавав поразки — в 2002 р. від соціал-демократа Павла Рішетського, а в 2003 р. від християнського демократа Йозефа Калбача.